# ألفونس سيرا
ألفونس سيرا (بالإسبانية: Alfons Serra) (10 ديسمبر 1990 في إسبانيا - ) هو لاعب كرة قدم إسباني في مركز الوسط. لعب مع خيمناستيك طركونة ونادي كونستانسيا وCF Pobla de Mafumet ‏.

## روابط خارجية
- ألفونس سيرا على موقع قاعدة بيانات كرة القدم.إي يو (الإنجليزية)
- ألفونس سيرا على موقع Soccerway.com (الإنجليزية)